# Бюлент Улусу
Сіам Бюлент Улусу (тур. Siam Bülend Ulusu; 7 травня 1923, Ускюдар, Стамбул, Туреччина — 23 грудня 2015, Стамбул, Туреччина) — турецький військовий і політик. Прем'єр-міністр у 1980—1983 роках.

## Життєпис
У жовтні 1941 закінчив Військово-морську академію в Стамбулі.
З 1942 служив у ВМФ Туреччини, займав штабні посади, входив до складу Вищої військової ради, був радником міністра оборони.
У 1977-1980 — командувач ВМФ країни. Мав звання контр-адмірала (1964), віце-адмірала (1967), адмірала (1974).
Подав прохання про відставку в серпні 1980.
Після військового перевороту 12 вересня 1980 призначений головою країни генералом Кенаном Евреном на посаду прем'єр-міністра. Сформував уряд, до якого увійшли, крім цивільних фахівців, 7 військових. У програмній заяві уряду оголосив про те, що зовнішня політика буде ґрунтуватися на принципах, вироблених Кемалем Ататюрком — «мир в країні, мир у всьому світі». основними завданнями внутрішньої політики ставилися заходи щодо подолання економічних труднощів, боротьба з тероризмом і стабілізація внутрішньополітичного становища.
У 1983—1987 — заступник ректора, член опікунської ради Університету Єдітепе в Стамбулі, тоді ж член Націоналістичної демократичної партії Туреччини.